# Zuphium
Zuphium — род жужелиц из подсемейства Harpalinae.

## Описание
Предпоследний сегмент губных щупиков с многочисленными щетинками. Виски длинные, вздутые.

## Систематика
В составе рода в том числе следующие виды:
- Zuphium araxidis Iablokoff-Khnzorian, 1972
- Zuphium australe Chaudoir, 1862
- Zuphium castelnaui Gestro, 1875
- Zuphium fitzroyense Macleay, 1888
- Zuphium flavum Baehr, 2001
- Zuphium hungaricum J. Frivaldszky, 1877
- Zuphium macleayanum Baehr, 1986
- Zuphium moorei Baehr, 1986
- Zuphium numidicum Lucas, 1846
- Zuphium olens (P. Rossi, 1790)
- Zuphium pindan Macleay, 1888
- Zuphium testaceum Klug, 1832
- Zuphium thouzeti Castelnau, 1867